# Brarha
Brarha (àrab برارحة) és una comuna rural de la província de Taza de la regió de Fes-Meknès. Segons el cens de 2014 tenia una població total de 7429 persones.